# George Johann Scharf
George Johann Scharf (né le 19 avril 1788 à Mainburg dans l'électorat de Bavière, alors une principauté du Saint-Empire, et mort le 11 novembre 1860 à Westminster) est un peintre, aquarelliste, lithographe et illustrateur scientifique qui a passé l'essentiel de sa carrière en Grande-Bretagne.

## Origines
George Johann est le fils d'un riche négociant. Il commence son apprentissage en 1801 à Geisenfeld auprès d'un peintre nommé Kiermeyer. De 1805 à 1810, il étudie étudie auprès de Joseph Hauber (de) (1766-1834) à l'académie des beaux-arts de Munich qui devient « académie royale » en 1806 avec la proclamation du royaume de Bavière. En 1808, il effectue un voyage en France et Belgique. En 1811, il entre à l'École des beaux-arts à Paris. Il enseigne la miniature et le dessin et s'initie à la lithographie.
En 1814, il se trouve à Anvers lorsque la ville est encerclée pendant la guerre de la Sixième Coalition. Il s'échappe de la ville et passe au service de l'armée britannique (en) : il est nommé lieutenant du génie. Il est présent à la bataille de Waterloo et accompagne les armées alliées jusqu'à Paris où il réalise des dessins du bois de Boulogne. Au Nouvel An de 1816, il décide de quitter l'armée et de reprendre sa carrière d'artiste à Londres.

## Carrière en Grande-Bretagne
En 1817, George Johann Scharf expose pour la première fois à la Royal Academy. De 1833 à 1836, il est membre de la Royal Watercolour Society (Société royale des aquarellistes). Il épouse Elizabeth Hicks, sœur de sa logeuse. Il atteint une honnête aisance dans le paysage et la peinture de genre qu'il transpose en illustrations imprimées. Il peint des événements politiques comme les élections législatives de 1818, et des scènes de la vie quotidienne, appréciées par les imprimeurs allemands de Londres comme Rudolph Ackermann. Il travaille aussi comme illustrateur pour des institutions scientifiques comme la Société zoologique de Londres, la Société géologique et le Collège royal de chirurgie. Il illustre des ouvrages de Richard Owen et William Buckland. En 1830, il transpose en lithographie une aquarelle du géologue Henry De la Beche, Duria Antiquior (« Le plus ancien Dorset »), qui constitue la première reconstitution artistique de la faune préhistorique. Il grave plusieurs illustrations du récit de voyage Travels into Chile, over the Andes, in the years 1820 and 1821 composé par l'homme d'affaires suisse Peter Schmidtmeyer (es) et le médecin britannique James Paroissien.
Charles Darwin lui demande de réaliser des images des fossiles qu'il avait ramenés d'Amérique du Sud mais ils ne tardent pas à se brouiller, Darwin trouvant les tarifs de Scharf trop onéreux. Au contraire, Scharf pense être mal payé et gagner sa vie moins bien que certains artistes comme Charles Joseph Hullmandel. En 1836, il doit se retirer de la Société des aquarellistes parce qu'il n'arrive plus à payer la cotisation mensuelle de 5 shillings. Cependant, à partir de 1834 et probablement grâce à la protection de Richard Owen, il obtient l'autorisation de peindre les animaux du Zoo de Londres et de vendre ses lithographies à l'entrée. En 1836, il vend 441 images en noir et blanc et 205 en couleurs. S'il ne peut pas assurer l'abondance à ses enfants, il leur permet au moins d'assister aux conférences des plus grands savants londoniens de son temps.
De 1845 à 1848, Scharf retourne dans sa Bavière natale et séjourne à Mainburg, Munich et Ratisbonne avant de revenir à Londres. Ses dernières années sont marquées par des difficultés financières. Il meurt le 11 novembre 1860 à sa maison du 29, Great George Street, à Westminster ; il est enterré au cimetière de Brompton.
Il est le père de l'illustrateur et critique d'art George Scharf (1820-1895) et de l'acteur Henry Scharf (en) (1822-1887).

## Galerie

Scènes de la vie londonienne
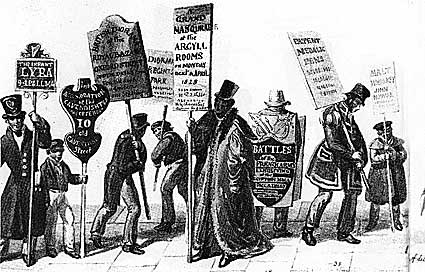
Hommes-sandwichs, 1828
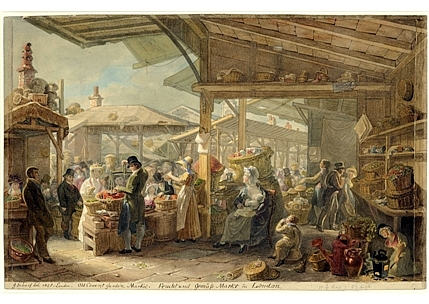
Vieux marché de Covent Garden, 1825
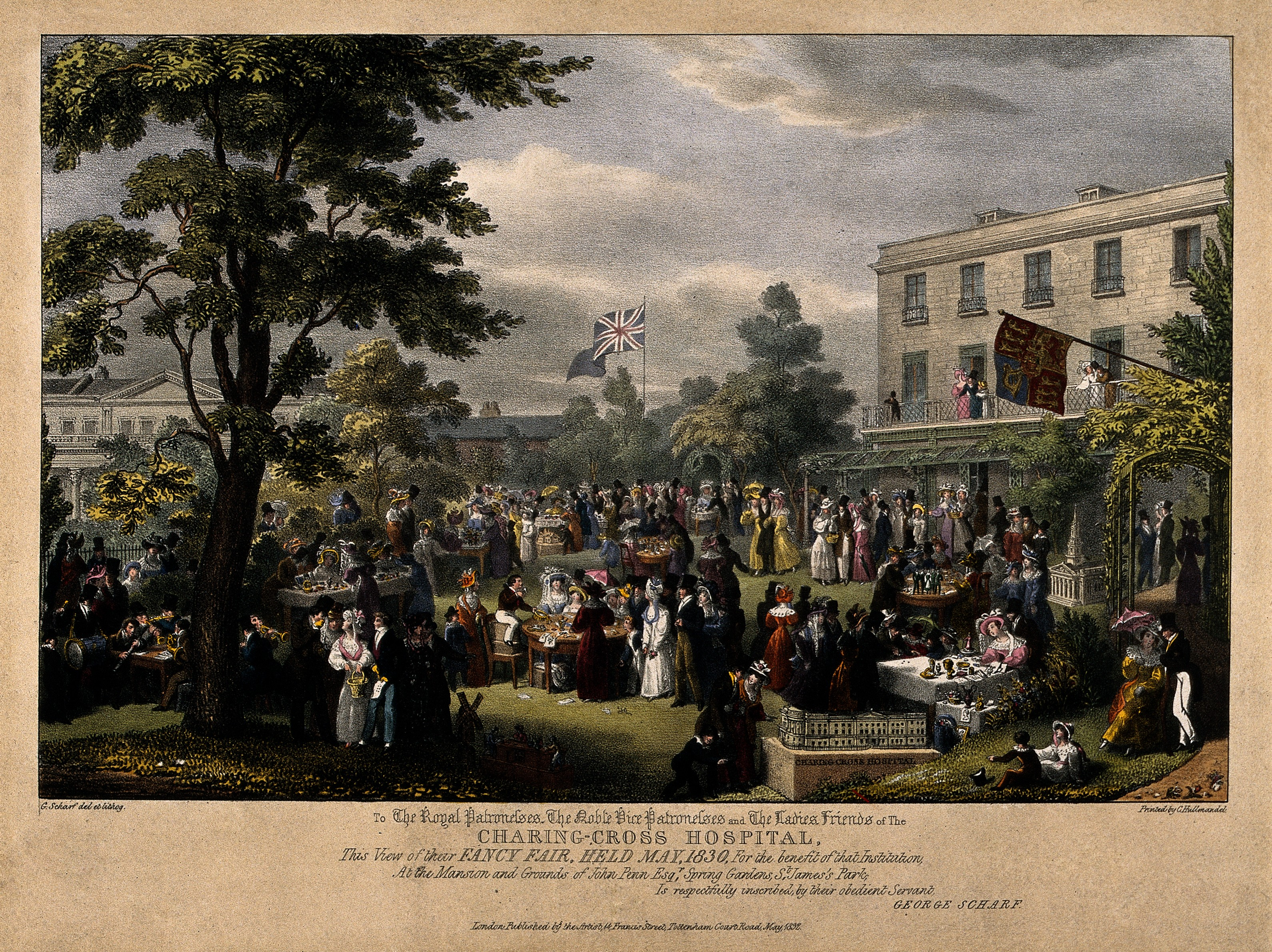
Vente de charité pour l'hôpital de Charing Cross, 1830
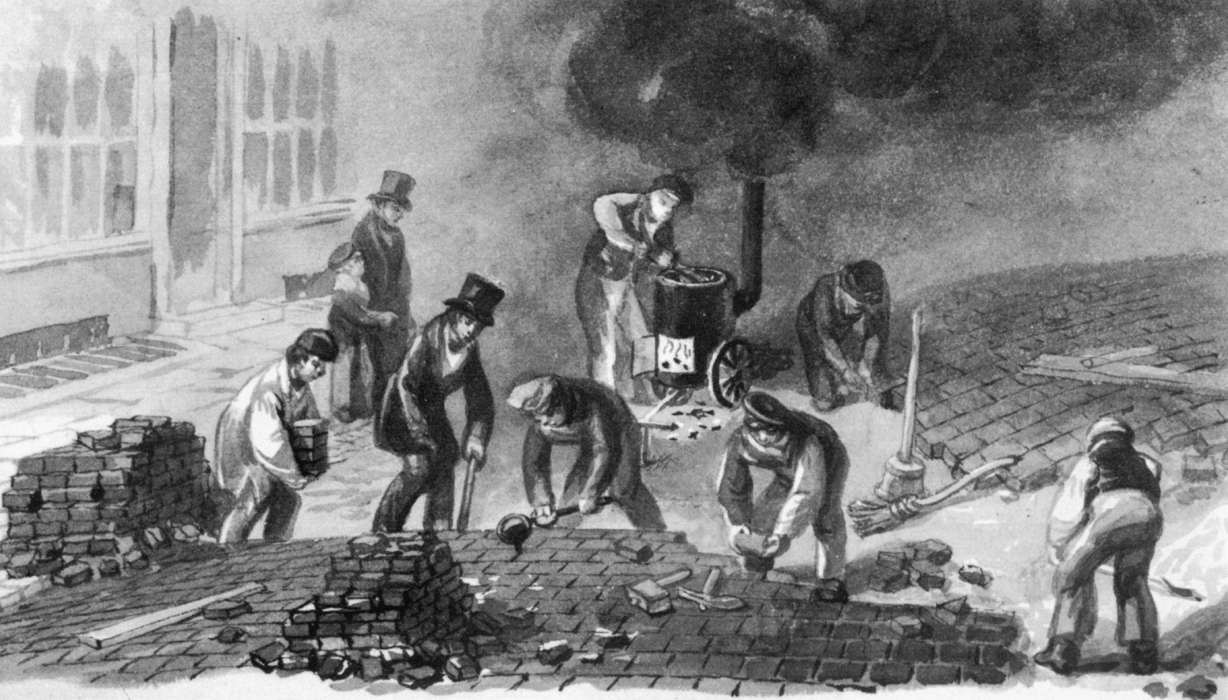
Pavage des rues, 1838

Voyage au Chili de Peter Schmidtmeyer et James Paroissien, 1825
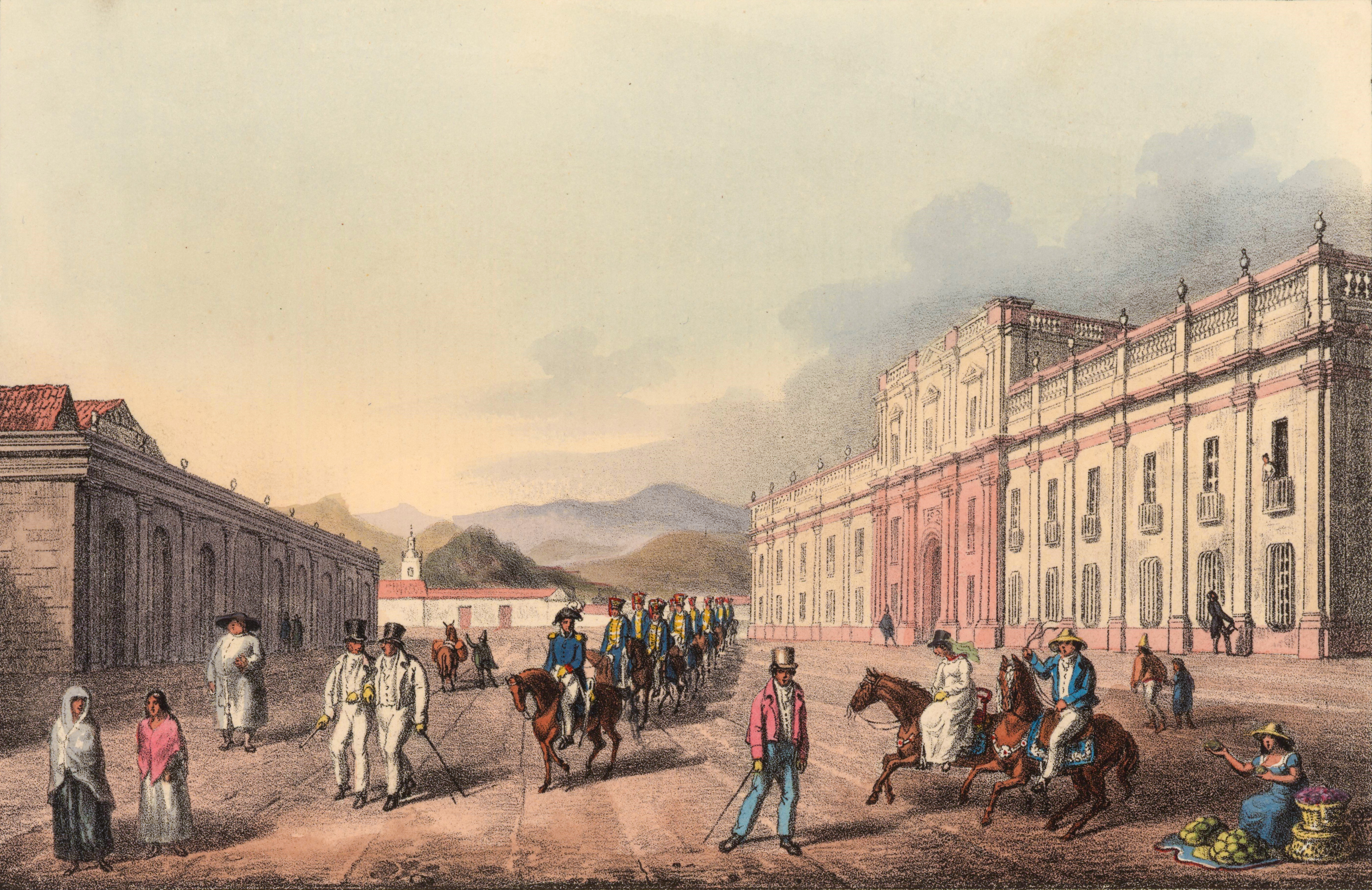
Palais présidentiel de La Moneda à Santiago
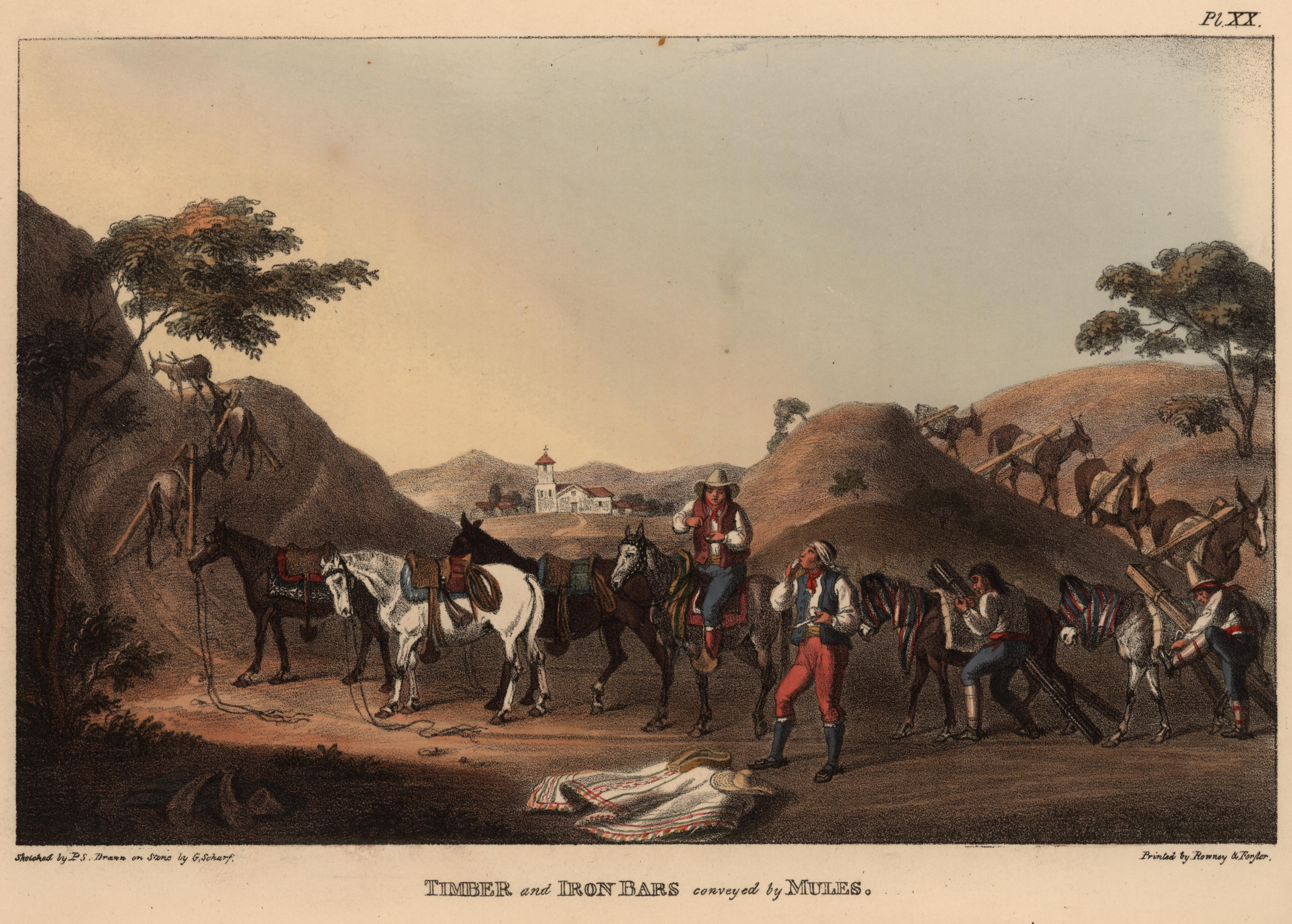
Barres de fer transportées par un convoi de mules
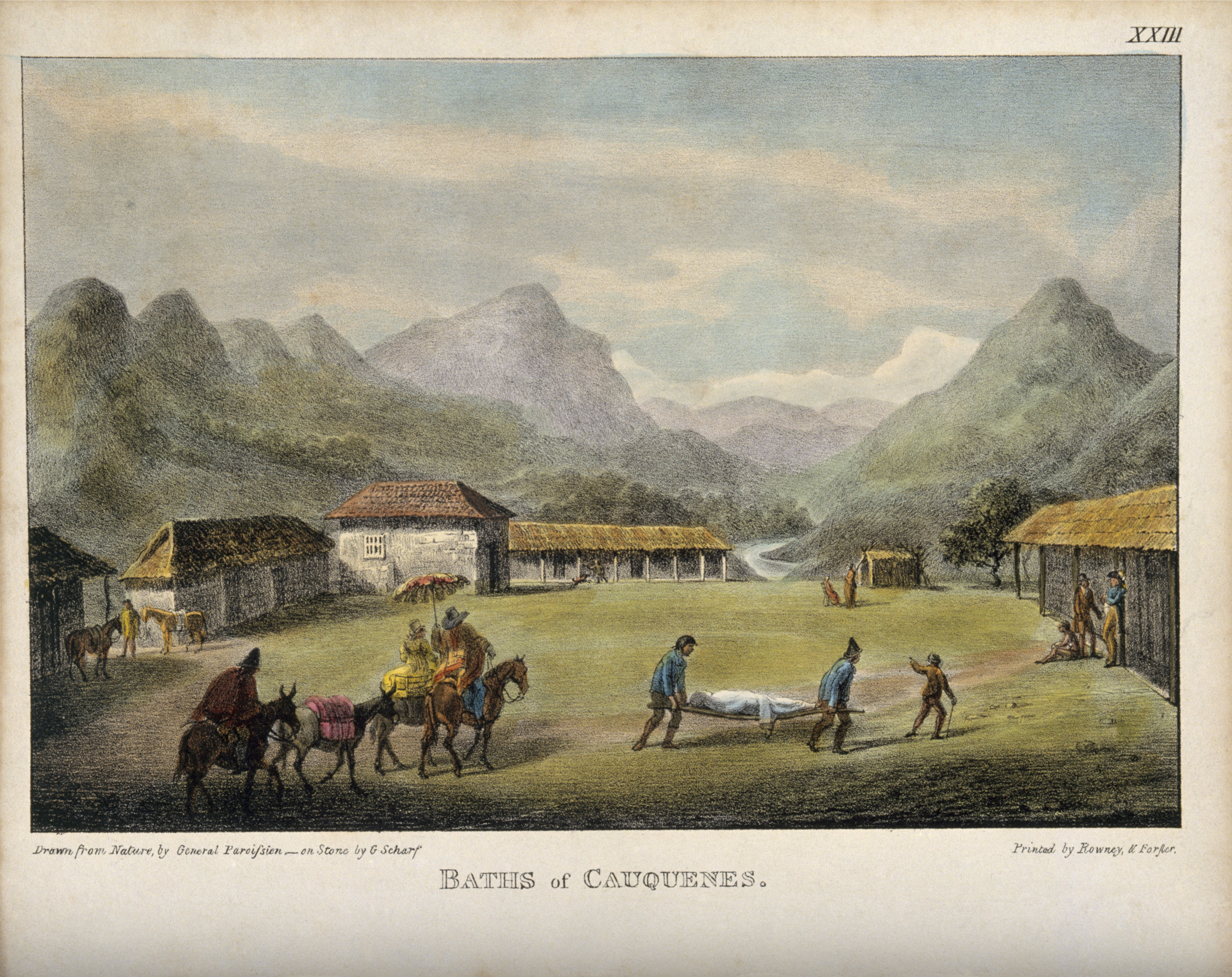
Bains de Cauquenes
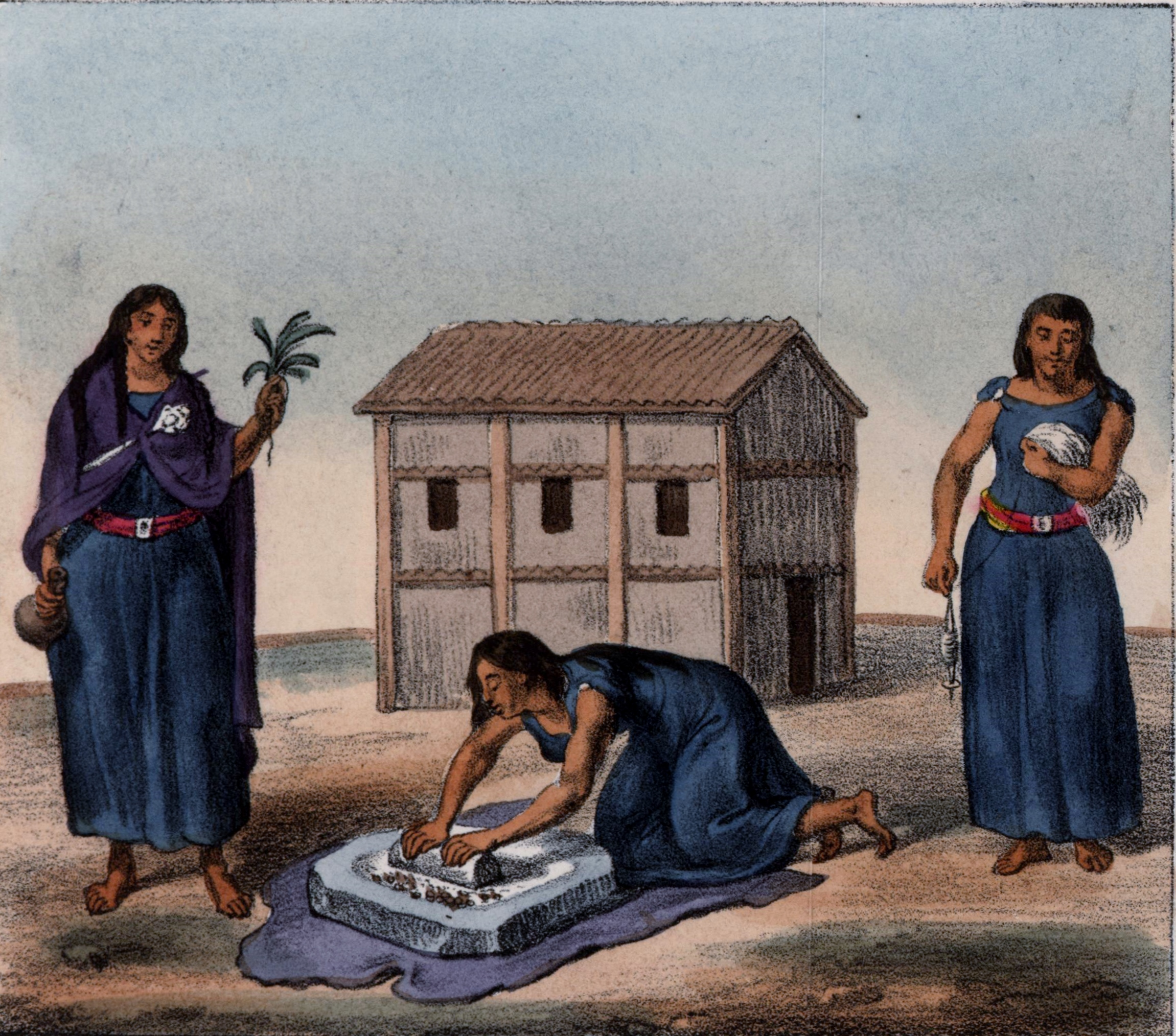
Indiennes Mapuches

Faune préhistorique
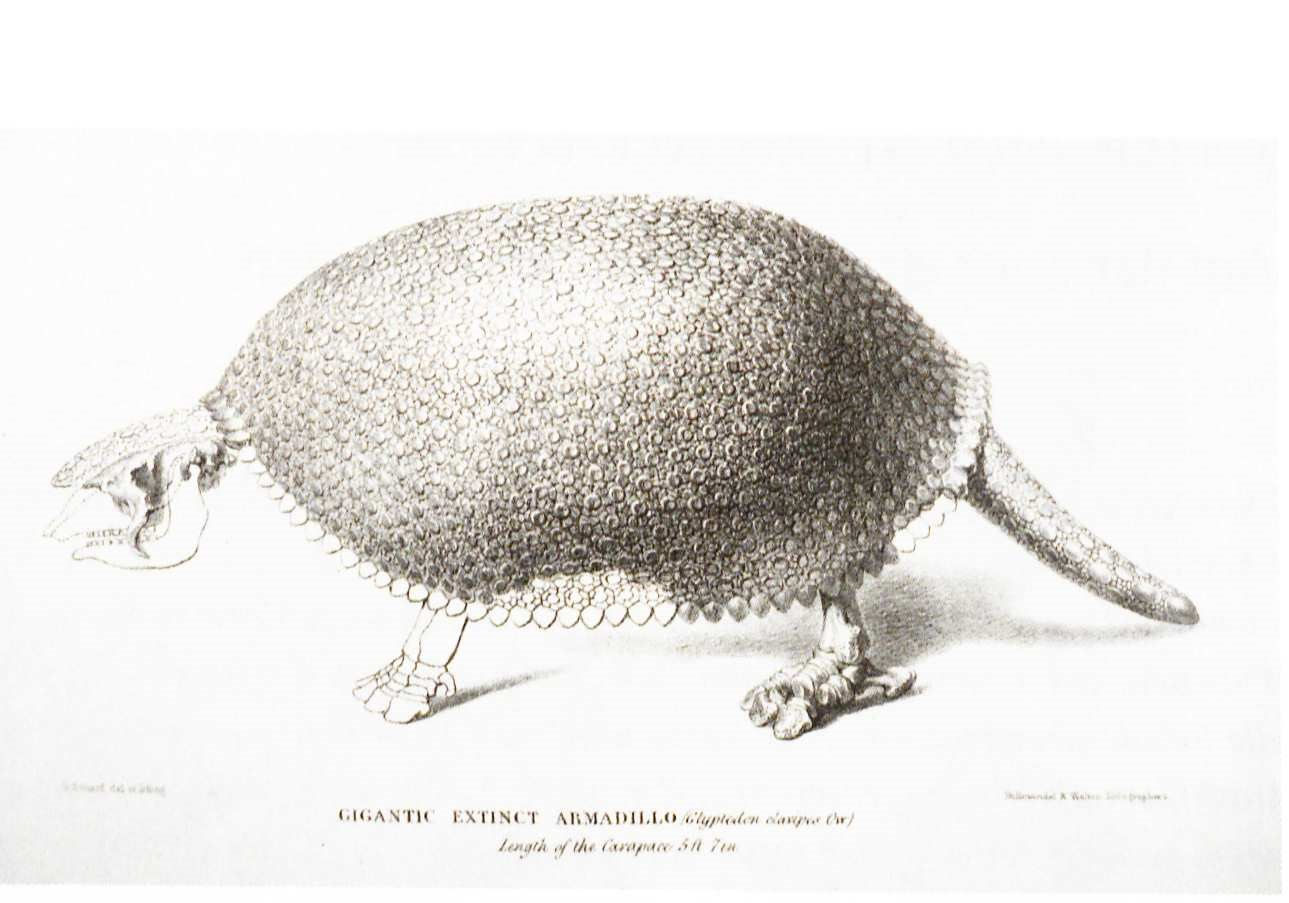
Reconstitution du squelette d'un Glyptodon, mammifère fossile d'Amérique du Sud, 1845
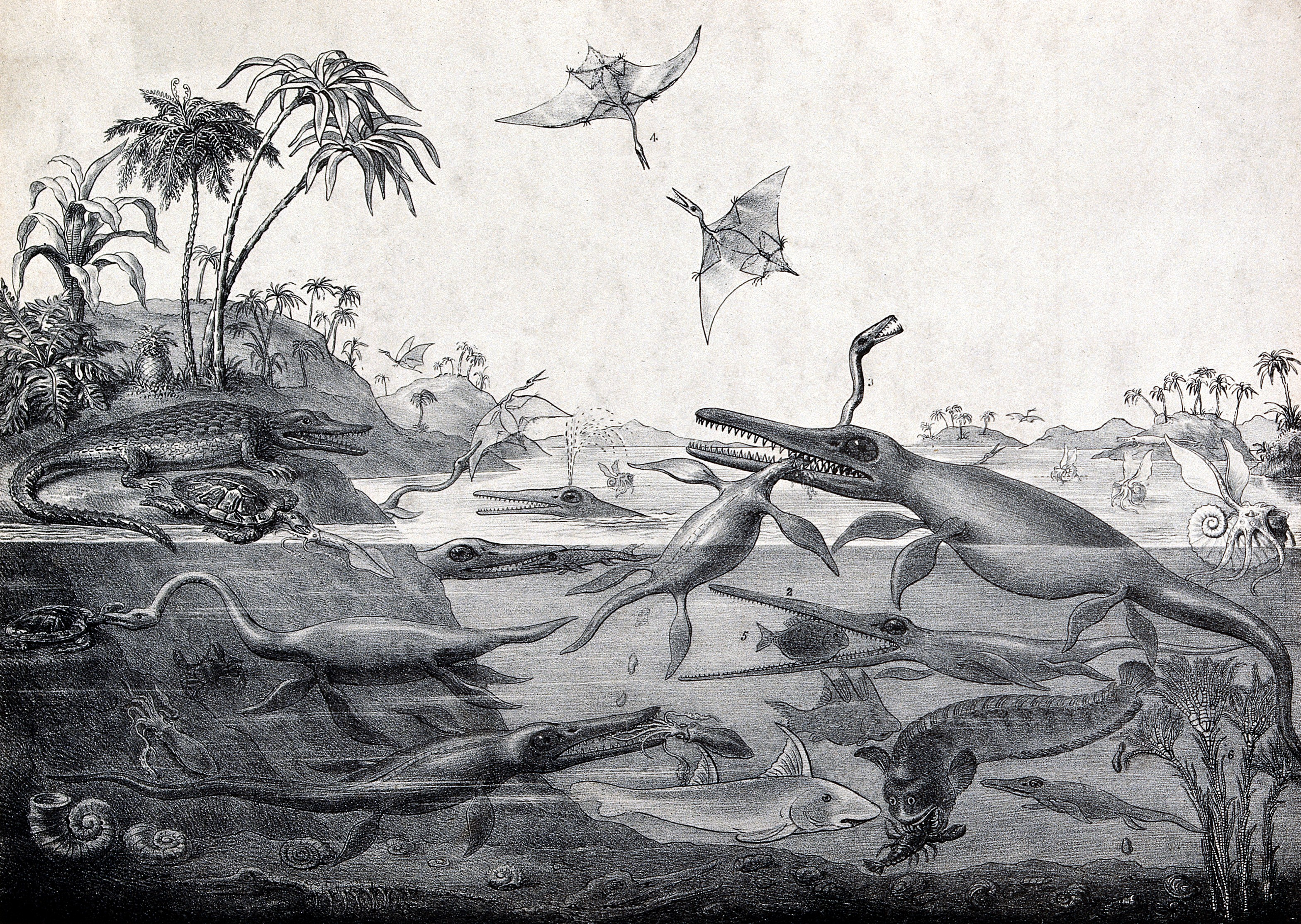
Duria Antiquior, image de la faune jurassique d'après Henry De la Beche, 1830
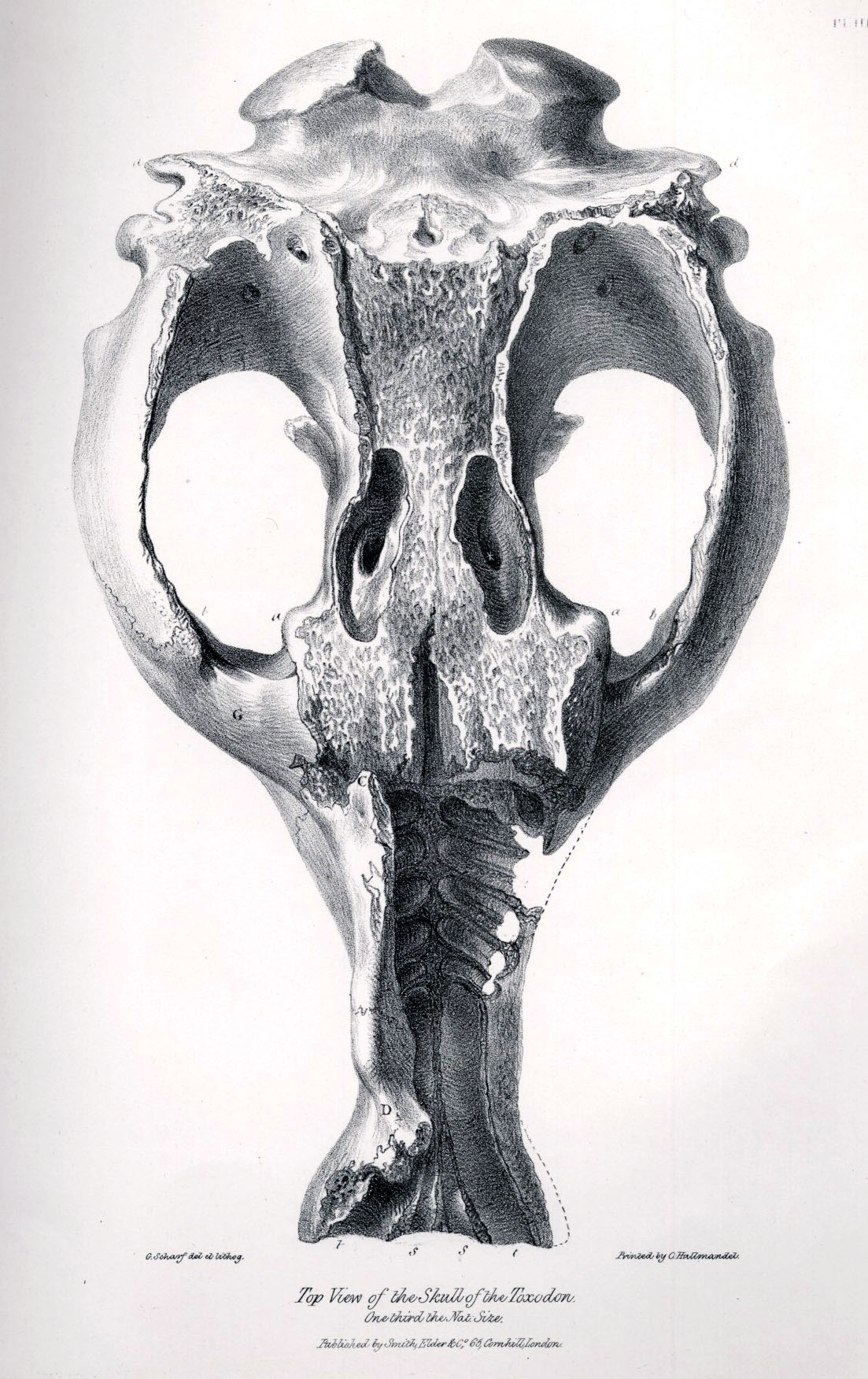
Crâne de Toxodon, fossile trouvé en Amérique du Sud par Charles Darwin, 1838